# Domiy
Марія Віталіївна Довгаюк більш відома як Domiy (нар. 3 листопада 2000,  Рівненська область) — українська співачка, музикантка, автор і виконавець власних пісень.

## Життєпис
Навчалася в Київській муніципальній академії музики імені Рейнгольда Глієра та Київській муніципальній академії естрадного та циркового мистецтв (з відзнакою).
Дебютувала у 2020 році з переспівом пісні «Обійми» гурту «Океан Ельзи» в TikTok. Згодом почала писати авторські пісні.
Станом на травень 2025 року її кліп на пісню «Нагадай» переглянули понад 50 мільйонів користувачів. Тривалий час він посідав 1 місце в топ-100 музичних відео YouTube; 5 місце в топ-100 Apple Music в Україні; 2 місце в топ-10 на Люкс ФМ.
2024 року написала слова та музику до пісні «Що ти наробила» для Тіни Кароль. Під час повномасштабного російського вторгнення збирає кошти на потреби українських захисників.

## Кліпографія
- «Чи не так?» (2025)
- «Так і не знайшла» (2025)
- «Звикнути» (2025)
- «Не пройде» (2024, спільно з SHUMEI)
- «Про осінь» (2024, спільно з SAMCHUK)
- «Крізь дощі» (2024)
- «Забуваю» (2024, спільно з 100лиця)
- «На порозі» (2024)
- «Садок вишневий коло хати» (2024, спільно з BARYK)
- «Не було» (2024)
- «Тепло так» (2024)
- «Нагадай» (2023)
- «Наш листопад» (2023)
- «Океан» (2023, спільно з Романом Скорпіоном)[6]
- «Незалежна душа» (2023)
- «Любов і літо» (2023)
- «Рани зацвітають» (2023)
- «Лебеді материнства» (2023)
- «Налий мені вина» (2023)

## Нагороди
| Рік  | Премія                          | Номінація      | Результат | Примітка             | Дж.   |
| ---- | ------------------------------- | -------------- | --------- | -------------------- | ----- |
| 2024 | Золотий диск (спільно з SHUMEI) | Відкриття року | Перемога  | за пісню «Не пройде» | [ 1 ] |
| 2025 | YUNA                            | Відкриття року | Перемога  |                      | [ 7 ] |